# Pietà (El Greco, Col·lecció Niarchos)
La Pietà, actualment al la col·lecció de Stavros Niarchos, és una obra d'El Greco, que consta amb el número 103 en el catàleg raonat d'obres d'aquest artista, realitzat pel seu especialista, Harold Wethey.

## Tema
Tot i que no s'esmenta d'una forma explícita als evangelis, la Pietat o Pietà va ser un tema molt popular a la iconografia cristiana, especialment a l'art gòtic tardà, el Renaixement i el Barroc. Consisteix en la representació de Maria sostenint el cos mort de Jesucrist damunt de la seva falda. Sabem que la Verge Maria va estar present a la Crucifixió de Jesús mercès a [Joan 19, 25:27] ［Jn 19:25-27］ i cal esmentar la profecia de Simeó al Temple: [Lluc 2:35] ［Lc 2:35］

## Anàlisi
Oli sobre llenç; 120 x 145 cm.; 1581 circa ; Col·lecció Stavros Niarchos, Atenes.
Signat dins la corona d'espines, amb lletres cursives gregues : δομενίκος θεοτόπολης (doménikos theotokópolis) (sic)
No es conserva cap còpia d'aquest llenç, ni del mestre ni del seu obrador, la qual cosa n'augmenta la seva importància. El colorit i el magnífic cos de Jesús tenen l'origen en l'escola veneciana de pintura, especialment en Tintoretto. La Verge Maria vesteix un mantell blau fosc, Josep d'Arimatea porta una túnica verda i un mantell marró daurat. Maria Magdalena és del mateix tipus que la que està representada a la Magdalena penitent (Kansas), tot i que de més edat i menys amanerada. Vesteix un cosset blanc amb faldilla i mantell de color violaci, sobre el qual s'arremolina el seu cabell ros.
El llenç està concebut amb un enfocament extraordinàriament proper, que ha fet desaparèixer la línia del sòl. Degut a aquest enfocament, gairebé no hi ha profunditat. Les quatre figures gairebé omplen tota la superfície del quadre, encofurnades en un espai inversemblantment reduït. La figura de Jesús és una derivació monumentalitzada de la que apareix a la Pietat florentina de Michelangelo. Josep d'Arimatea, representat en un forçat escorç per tal d'adaptar la seva figura al marc del quadre, és l'únic element dinàmic, mentre les altres figures mostren quietud, callat patetisme i interiorització del drama.

### Procedència
- Evariste Fouret (venda a París 12 de juny de 1863, número 77, com "La Mise au tombeau")
- Yves Perdoux, París.
- Comtesse de la Béraudière, París.
- Adquirida per Niarchos a Wildestein l'any 1955.[3]